# 왕후이펑
왕후이펑(중국어 간체자: 王会凤, 정체자: 王會鳳, 병음: Wáng Huìfèng, 한자음: 왕회봉, 1968년 1월 24일~)은 중화인민공화국의 펜싱 선수로 주 종목은 플뢰레이다. 1992년 하계 올림픽에서 개인전 은메달을 획득했으며, 은퇴 후에는 미국으로 건너가 펜싱 코치로 활동하고 있다.